# 愛宕神社 (練馬区)
愛宕神社（あたごじんじゃ）は東京都練馬区田柄にある神社である。地名から田柄愛宕神社と呼ばれることもある。

## 概要
慶長年間（1596年～1615年）に創建された。地元の弥五衛という者が愛宕大明神の分霊を勧請したという。また文明年間（1469年～1487年）に太田道灌によって創建されたという説もある。
現在の社殿は1922年（大正11年）に改築されたものである。
火防（ひぶせ）の神が祭られていて、金魚市が今も毎年7月24日に開かれている。田柄川が流れていたことから水に因んでいたとされ、金魚市は家に金魚を持ち帰って火事を防ぐ意味があったという。

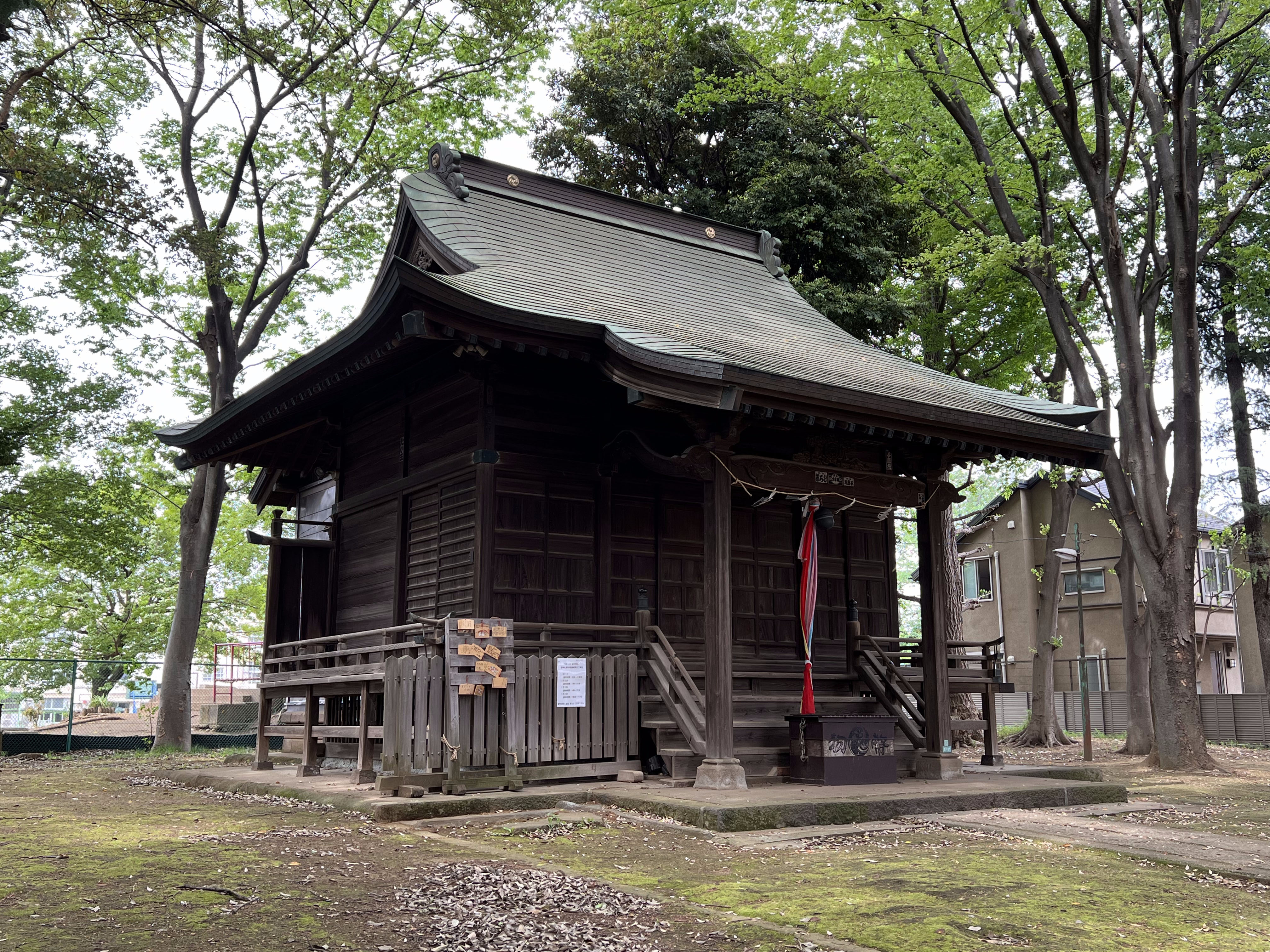
拝殿

## 交通アクセス
- 赤塚駅より徒歩9分。